# 徳川斉礼
徳川 斉礼（とくがわ なりのり）は、江戸時代後期の武士。御三卿・一橋家の4代当主。

## 生涯
享和3年（1803年）10月3日、3代当主・斉敦の次男として誕生する。文化元年（1804年）9月28日、一橋家の世子となる。文化11年（1814年）2月19日に元服し、伯父にあたる将軍・家斉から偏諱を受けて斉礼と名乗り、兵部卿に任じられる。
文化12年（1815年）8月5日に従三位左近衛権中将に叙され、文化13年（1816年）9月4日に父・斉敦が没したため同年10月4日に当主に就任する。文政2年（1819年）4月6日に伯父にあたる田安徳川家当主・斉匡の娘・近姫と婚姻する。
文政6年（1823年）7月8日に遠江国1万石を幕府に返納し、代わりに摂津国1万石を賜る。文政10年（1827年）2月18日には遠江国・武蔵国・下野国三国の3万石を幕府に返納し、代わりに摂津国・越後国・備中国三国の3万石を賜る。同年閏6月1日に参議に就任する。
文政13年（1830年）6月19日、28歳で死去した。法号は憲徳院。天保7年（1836年）6月2日に権中納言が追贈された。
嗣子が無かったため、養子の斉位（斉匡の四男で近姫の異母弟）が跡を継いだ。

## 家族
- 正室：近姫（1800年（寛政12年）- 天保元年4月22日（1830年6月12日））
- 生母が不明の子女
  - 長女：珖玉院（文政11年9月15日（1828年10月23日）- 文政11年9月15日（1828年10月23日））
  - 長男：邦吉郎（天保元年7月6日（1830年8月23日）- 天保2年5月15日（1831年6月24日））